# Radulella aureocephala
Radulella aureocephala är en tvåvingeart som beskrevs av Guercio 1918. Radulella aureocephala ingår i släktet Radulella och familjen gallmyggor.
Artens utbredningsområde är Eritrea. Inga underarter finns listade i Catalogue of Life.